# Les Vers du capitaine
Les Vers du capitaine (en espagnol : Los versos del capitán) est un recueil de poésie du poète chilien Pablo Neruda (1904–1973), lauréat du Prix Nobel de littérature en 1971. Il paraît pour la première fois de manière anonyme en Italie en 1952, et est imprimé par son ami Paolo Ricci. Il est publié pour la première fois sous le nom de Neruda au Chili en 1963, avec une note explicative de son auteur sur les raisons qui le poussèrent à sortir de l'anonymat, à Isla Negra en novembre de la même année.
Une réédition de 2003 de la Editorial Sudamericana, contient une préface du poète uruguayen Mario Benedetti. Ce recueil possède en outre une lettre-préface signée par Rosario de la Cerda à La Habana, le 3 octobre 1951, dans laquelle elle fait allusion à ces vers d'amour, qui lui avaient été écrits par « el Capitán ».

## Structure
Le recueil est divisé en cinq groupes de courts poèmes et s'achève par deux poèmes plus longs intitulés « Epitalamio » et « La carta en el camino ». Les titres des poèmes contenus dans le recueil sont les suivants :
El amor
- En ti la tierra
- La reina
- El alfarero
- 8 de septiembre
- Tus pies
- Tus manos
- Tu risa
- El inconstante
- La noche en la isla
- El viento en la isla
- La infinita
- Bella
- La rama robada
- El hijo
- La tierra
- Ausencia

El deseo
- El tigre
- El cóndor
- El insecto

Las furias
- El amor
- Siempre
- El desvío
- La pregunta
- La pródiga
- El daño
- El pozo
- El sueño
- Si tú me olvidas
- El olvido
- Las muchachas
- Tú venías

Las vidas
- El monto y el río
- La pobreza
- Las vidas
- La bandera
- El amor del soldado
- No sólo el fuego
- La muerta
- Pequeña América

Oda y germinaciones
- I
- II
- III
- IV
- V
- VI

Epitalamio
La carta en el camino